# Gare de Sallaumines
Ne doit pas être confondu avec Gare de Pont-de-Sallaumines.
La gare de Sallaumines est une gare ferroviaire française de la ligne de Lens à Don - Sainghin, située sur le territoire de la commune de Sallaumines, dans le département du Pas-de-Calais en région Hauts-de-France.
C'est une halte voyageurs de la Société nationale des chemins de fer français (SNCF), desservie par des trains TER Hauts-de-France.

## Situation ferroviaire

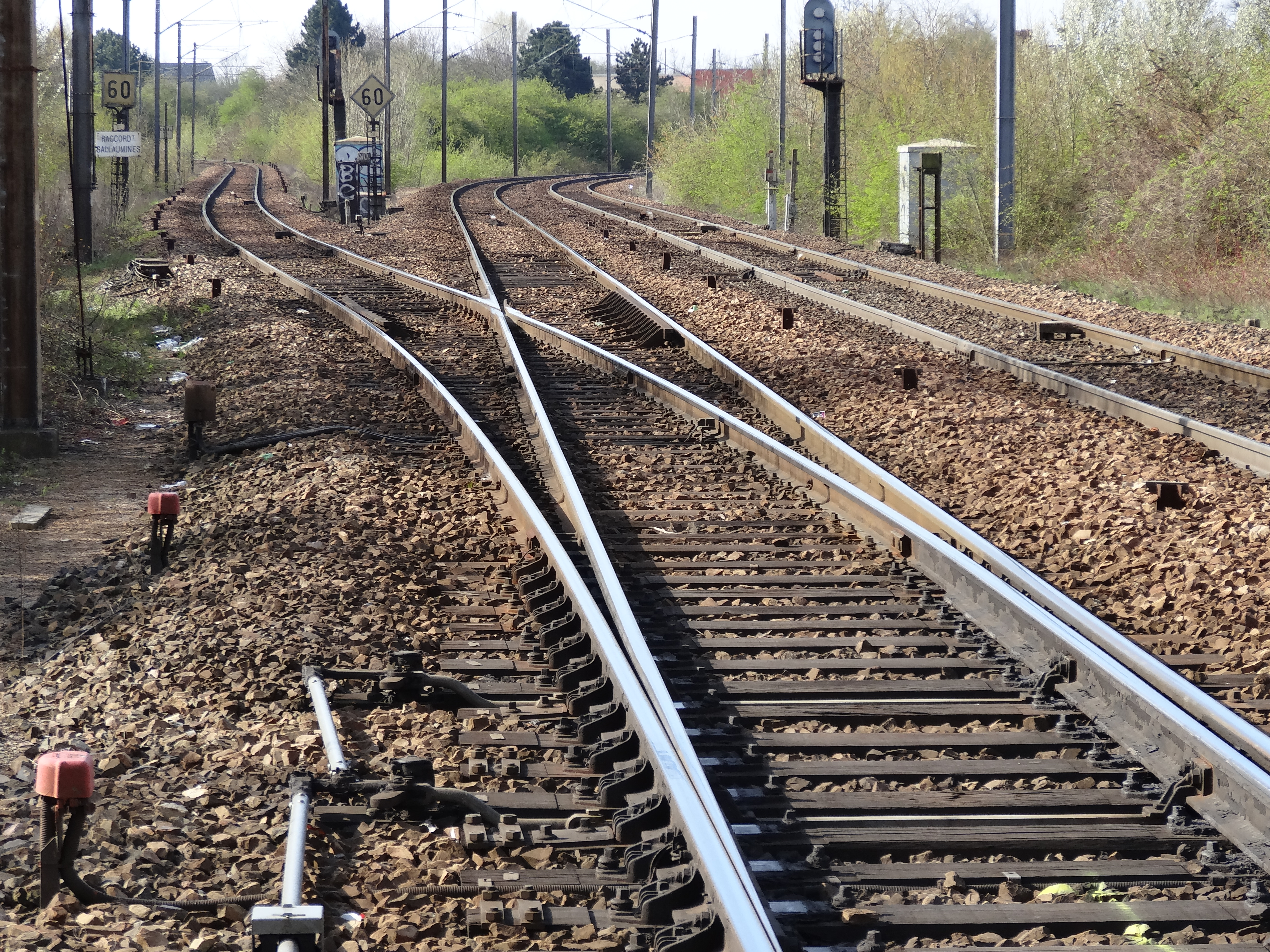
Le raccordement de Sallaumines, peu avant les quais.

Établie à 40 mètres d'altitude, la gare de Sallaumines est située au point kilométrique (PK) 211,267 de la ligne de Lens à Don - Sainghin, entre les gares ouvertes de Lens et de Loison-sous-Lens.

## Histoire
D'après des cartes postales d'époque, l'arrêt de Sallaumines, qui est aujourd’hui une simple halte sans bâtiment, était autrefois une gare avec bâtiment voyageurs.

## Service des voyageurs

### Accueil
Halte SNCF, c'est un point d'arrêt non géré (PANG) à accès libre.

### Desserte
Sallaumines est desservie par des trains TER Hauts-de-France qui effectuent des missions entre les gares de Lens et de Lille-Flandres.

### Intermodalité
Le stationnement des véhicules est possible à proximité de l'ancien bâtiment voyageurs.